# Serena Bortone
Serena Bortone   (Roma, 8 de setembre de 1970) és una periodista i presentadora de televisió italiana.

## Biografia
Bortone va iniciar la seva carrera periodística a la cadena Rai durant la dècada dek 1980. Més endavant, va formar part de l'equip de treball de programes de televisió com Avanzi i Ultimo minuto. El 1994 va iniciar el seu cicle en el programa de defensa al ciutadà Mi manda Lubrano, que més endavant va canviar el seu nom a Mi manda Raitre. A la dècada de 2000 es va associar amb xous com TeleCamere, Tatami i Ágora. Des de 2020 és la presentadora d'Oggi è un altro giorno, un programa de varietats on realitza entrevistes a diverses personalitats de la vida italiana.

## Filmografia

### Com a periodista
- Alla ricerca dell'arca (Rai 3, 1989)
- Avanzi (Rai 3, 1991-1993)
- Ultimo minuto (Rai 3, 1993-1997)
- Mi manda Lubrano (Rai 3, 1994-1996)
- Mi manda Raitre (Rai 3, 1996-1998, 2007-2008)
- TeleCamere (Rai 3, 1998-2006)
- Tatami (Rai 3, 2008-2010)
- Agorà (Rai 3, 2010-2020)
- Agorà Estate (Rai 3, 2013-2017)
- Dodicesimo Presidente (Rai 3, 2015)
- Tutti salvi per amore (Rai 3, 2016)
- Oggi è un altro giorno (Rai 1, 2020)

### Com a presentadora
- TeleCamere (Rai 3, 2006)
- Agorà Estate (Rai 3, 2013-2017)
- Agorà (Rai 3, 2017-2020)
- Tutti salvi per amore (Rai 3, 2016)
- Oggi è un altro giorno (Rai 1, 2020)
- Festa di Natale - Una serata per Telethon (Rai 1, 2020)
- Telethon (Rai 1, 2020)
- Dantedì (Rai 1, 2021)